# Convención Interamericana para la Conservación de las Tortugas Marinas
La Convención Interamericana para la Protección y Conservación de las Tortugas Marinas es un instrumento internacional suscrito para proteger las tortugas.
Como tratado intergubernamental provee el marco legal para que los países americanos tomen acciones en favor de estas especies, constituye un esquema multilateral de cooperación para la protección de tortugas marinas, abre la posibilidad de su aprovechamiento sostenible y se plantea como alternativa a las sanciones comerciales unilaterales.
México firmó la Convención en diciembre de 1998 y entró en vigor en mayo de 2001.

## Partes
Son partes de esta convención:
1. Argentina,
2. Belice,
3. Brasil,
4. Costa Rica,
5. Ecuador,
6. Estados Unidos,
7. Guatemala,
8. Honduras,
9. México,
10. Países Bajos,
11. Panamá,
12. Perú,
13. Uruguay y
14. Venezuela